# Ain Dara
Ain Dara (arabe : عين داره) est un village libanais situé dans le caza d'Aley au Mont-Liban.
Ain Dara est un village situé à environ 32 km de Beyrouth, dans le gouvernorat du Mont-Liban, dans le casa d'Aley. Ain Dara est situé sur le bout d'une vallée avec une vue sur les forêts de pins de la vallée de safa à une altitude de 1 300 mètres, auprès du Mont Barouk qui est célèbre pour sa forêt de cèdres. l'altitude d'Aindara lui donne des étés frais et des hivers froids avec des chutes de neige lourdes. Certains lieux bien connus entourant Ain Dara sont Hammana et Mdeirej vers le nord, Al Azzounieh et Bmuhrein au sud, Dahr el-Baydar à l'est et Sawfar à l'ouest. Ain Dara est connu pour son temple et la fameuse bataille d'Ain Dara qui a eu lieu en 1711. Il s'agissait d'une bataille historique qui a changé le visage du Liban à cette époque.
Ain Dara contient également cinq églises:
- Église maronite Saint-Georges (Gerges)
- Église orthodoxe Saint-Georges (gawergios)
- Église orthodoxe Saint Elie (Elias)
- Église baptiste d'Aindara
- Église maronite Saint Marie (al Saideh)